# Alonso Martínez (labdarúgó)
Alonso Martínez (Puntarenas, 1998. október 15. –) costa rica-i válogatott labdarúgó, az amerikai New York City csatára.

## Pályafutása

### Klubcsapatokban
Martínez a costa rica-i Puntarenas városában született.
2015-ben mutatkozott be a helyi Puntarenas felnőtt keretében. 2016-ban az Alajuelense szerződtette. 2017 és 2018 között a Cofutpa, míg 2019 és 2020 között a Guadalupe csapatát erősítette kölcsönben. 2021 augusztusában a belga másodosztályban szereplő Lommelhez igazolt, majd egy nappal később az év hátralevő részére visszatért az Alajuelenséhez, mint kölcsönjátékos.
2023. augusztus 2-án szerződést kötött az észak-amerikai első osztályban érdekelt New York City együttesével. Augusztus 27-én, a Cincinnati elleni mérkőzésen lépett először pályára, Braian Cufré cseréjeként. 2024. március 31-én, az Inter Miami ellen 1–1-es döntetlennel zárult mérkőzésen meg szerezte első gólját a klub színeiben. 2024. június 1-jén, a San Jose Earthquakes ellen hazai pályán 5–1-re megnyert bajnokin mesterhármast jegyezhetett.

### A válogatottban
Martínez az U20-as és az U23-as korosztályú válogatottakban is képviselte Costa Ricát.
2021-ben debütált a felnőtt válogatottban. Először a 2021. június 3-ai, Mexikó elleni Nemzetek Ligája mérkőzésen lépett pályára. Első gólját 2024. november 18-án, Panama ellen szerezte meg.

## Statisztikák

### A válogatottban
| Válogatott | Év       | Pályára lépés | Gól |
| ---------- | -------- | ------------- | --- |
| Costa Rica | 2021     | 6             | 0   |
| Costa Rica | 2022     | 6             | 0   |
| Costa Rica | 2023     | 2             | 0   |
| Costa Rica | 2024     | 5             | 1   |
| Costa Rica | 2025     | 2             | 1   |
| Összesen   | Összesen | 21            | 2   |

#### Góljai a válogatottban
| # | Időpont            | Helyszín                                      | Ellenfél | Gólok | Eredmény | Kiírás                                |
| - | ------------------ | --------------------------------------------- | -------- | ----- | -------- | ------------------------------------- |
| 1 | 2024. november 18. | Estadio Rommel Fernández, Panamaváros, Panama | Panama   | 2–2   | 2–2      | 2024–2025-ös CONCACAF Nemzetek ligája |
| 2 | 2025. március 25.  | Nemzeti Stadion, San José, Costa Rica         | Belize   | 3–0   | 6–1      | 2025-ös CONCACAF-aranykupa-selejtező  |

## Sikerei, díjai
Alajuelense
- Primera División
  - Győztes (1): 2020 Apertura

- Szuperkupa
  - Döntős (1): 2021

- CONCACAF-liga
  - Győztes (1): 2020